# 绛守居园池
绛守居园池，又称莲花池，位于中華人民共和國山西省运城市新绛县城内西北隅高地，新绛一中后面，占地面积2000平方米，是一处山西省文物保护单位。

## 历史
绛守居园池是中国北方最古老的园林之一，始建于隋开皇十六年（596年），由内军将军临汾令梁轨开创。他从城北30里的鼓堆泉引水，开12道灌渠，解决饮水和灌溉问题。流经田园和街市，引余波一部分流经刺史的牙城，州衙后方。大业元年（605年），隋炀帝的弟弟汉王杨谅造反，绛州薛雅和闻喜裴文安居高垣“代土建台”以拒隋军讨之，形成大水池。“豪王才侯”在此添建“台亭沼池”，“袭以奇意相胜”，植竹木花柳，形成园林。此后唐、宋、元、明、清历代知州多有添建维修。明正德十六年(1522)知州李文洁重修。目前的园林系清末知州李寿芝重建，民国县长白佩华重修。唐宋文人王勃、岑参、梅尧臣、欧阳修、范仲淹、司马光均曾题诗。
根据唐代长庆中刺史樊宗师撰写的《绛守居园池记》的描述，水从西北入园，水池占全园四分之一。子午桥将水池分为东西两半，桥中有洄莲亭。池南有题香亭等轩亭回廊。池西南设虎豹门与州衙相通。池东南有新亭和槐亭，经望月渠到苍塘，池边立柏亭。园北为横贯东西的风堤。

## 保护
1960年，国家文物局局长王冶秋专程考察游览，撰写《拨开涩雾看园池》一文，发表于《人民日报》。1965年5月24日，绛守居园池公布为第一批山西省文物保护单位，古建筑及历史纪念建筑物类，编号1-68，年代为隋。1998年开始修复，2000年国庆节完工开放。
香港南蓮園池就是以此處為藍本興建。